# Ferdinand de Croÿ

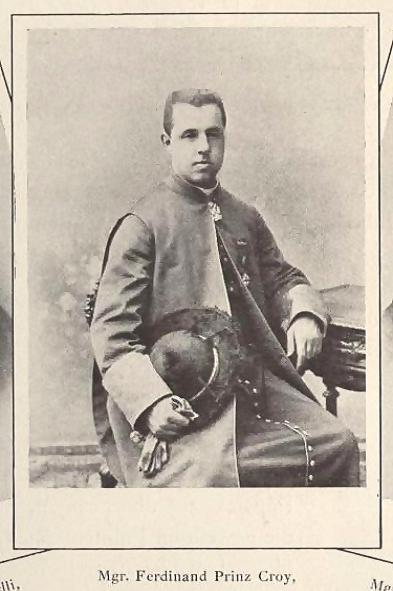
Mgr. Ferdinand de Croÿ

Ferdinand de Croÿ (Le Rœulx, 4 mei 1867 - Leuven, 8 augustus 1958) was een Pruisisch officier, vervolgens priester en prelaat.

## Familie
Ferdinand de Croÿ stamde uit het Duitse, vervolgens Belgische prinselijk geslacht De Croÿ-Rumillies. Hij was de tweede zoon van Juste de Croÿ (1824-1908) en gravin Marie d'Ursel (1833-1885). 

## Levensloop
Ferdinand werd door zijn ouders voorbestemd voor een militaire loopbaan en trad in het Pruisische leger waar hij luitenant werd. Hij verliet echter na korte tijd het leger en trad in het seminarie in Rome om zich voor te bereiden op het priesterschap. Op 1 april 1893 werd hij tot priester gewijd. Na zijn eerste mis te hebben opgedragen in de Basiliek van Onze-Lieve-Vrouw-de-Meerdere, werd hij met zijn ouders door paus Leo XIII in privéaudiëntie ontvangen. Het jaar voordien was hij, samen met zijn broer Charles, opgenomen in de Belgische erfelijke adel met de titel prins en de aanspreektitel 'Doorluchtige Hoogheid'. 
Hij werd onmiddellijk tot geheim kamerheer benoemd en bleef in pauselijke dienst tot in 1899, als een van de vier persoonlijke kamerheren. In 1896 maakte hij deel uit van de delegatie die de kroning van tsaar Nicolaas II bijwoonde. Soms reisde hij naar een of andere bisschopsstad om er aan de zetelende (aart)bisschop de hem toegekende kardinaalshoed te overhandigen.
Hij nam deel aan internationale eucharistische congressen in Montréal, Chicago, Keulen, Londen, Dublin en Sydney.
In 1899 werd hij raadsheer bij de apostolische nuntius Emidio Taliani in Wenen. Van 1903 tot 1905 was hij opnieuw in het Vaticaan. In 1905 kwam hij terug naar België en werd er pastoor-deken benoemd van de Sint-Waltrudiskerk in Bergen.
Hij bleef dit tot in 1946. Tijdens de beide wereldoorlogen zette hij zich in voor de burgerbevolking.

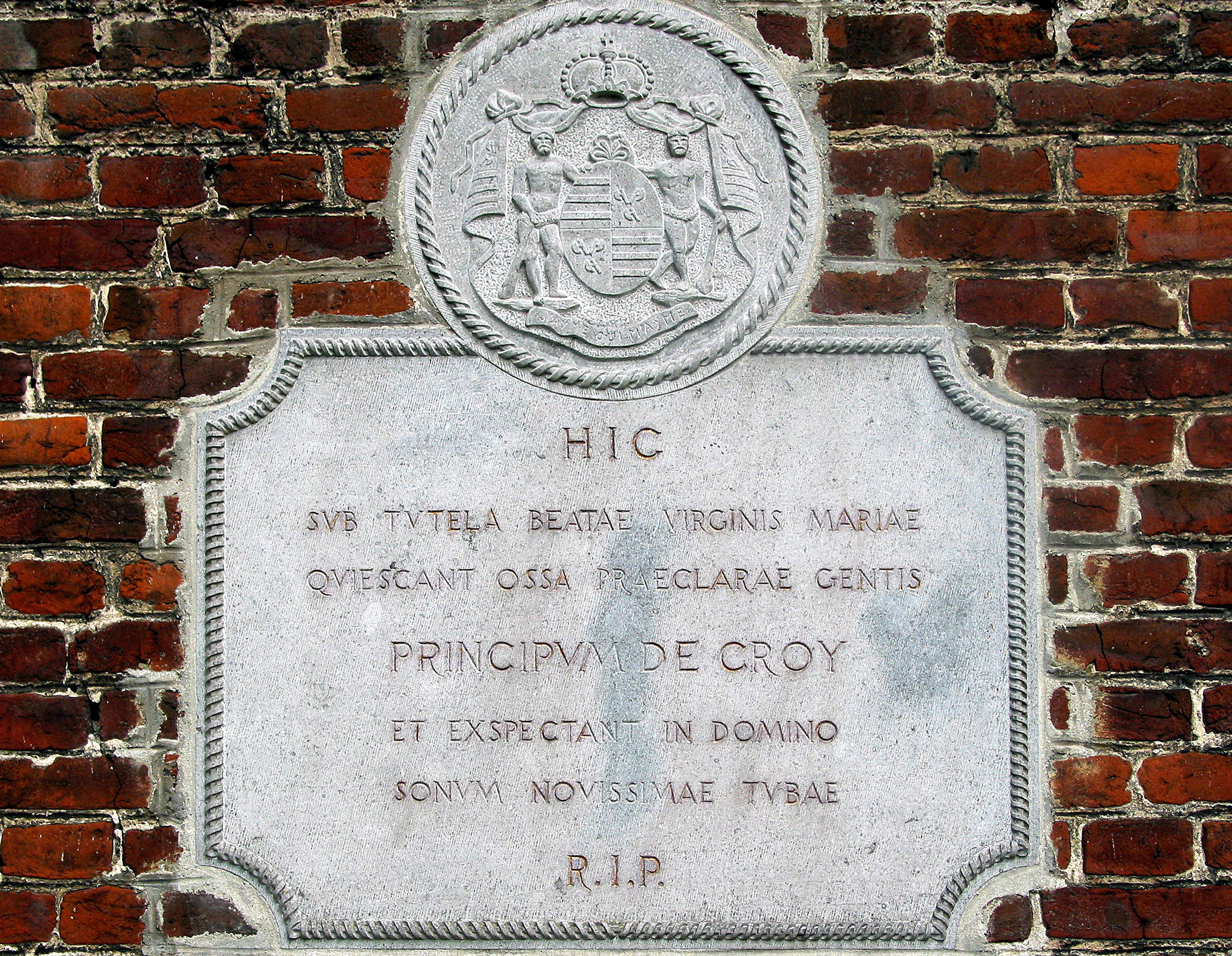
Plaket ter herinnering aan Mgr. de Croÿ

In 1946 ging de Croÿ met rust en vestigde zich in Leuven, waar hij overleed.
Hij werd bijgezet in het familiemausoleum, in de kerk van Havré.

## Voetnoot
1. ↑  Digitalscan Liechtensteiner Volksblatt, Nr.43, Vaduz, 27. Oktober 1893

- Gemeinsame Normdatei: 1178838781
- Virtual International Authority File: 8756155105796876320000